# Mitla
Mitla je významná zapotécká a mixtécká archeologická lokalita ležící v centru obce San Pablo Villa de Mitla. Nachází se ve státě Oaxaca přibližně 40 km východně od města Oaxaca de Juárez.
Název lokality v zapotečtině Lyobaa znamená „pohřebiště“, nahuatlský název Mictlán znamená „místo mrtvých“. Při příchodu španělských conquistadorů na počátku 16. století byla Mitla jedním z nejvýznamnějších politických a kulturních středisek zapotécké civilizace v Centrálním údolí Oaxacy. Po úpadku Monte Albánu (přibližně 9. století) se Mitla stala náboženským centrem celého regionu, největší rozkvět nastal právě mezi 9. a 15. stoletím a byl ukončen vpádem Španělů.
Architektura Mitly je unikátní v celém mezoamerickém kulturním prostoru. Nalezneme zde složité mozaiky geometrických tvarů, vlysy a ornamenty pokrývající celé stěny.
Archeologický komplex se dělí do 5 vymezených skupin:
- Grupo de las Columnas (Skupina sloupů)
- Grupo de las Iglesias (Skupina chrámů)
- Grupo del Arroyo (Skupina Arroyo)
- Grupo de los Adobes (Skupina adobe)
- Grupo del Sur (Jižní skupina)

## Fotogalerie

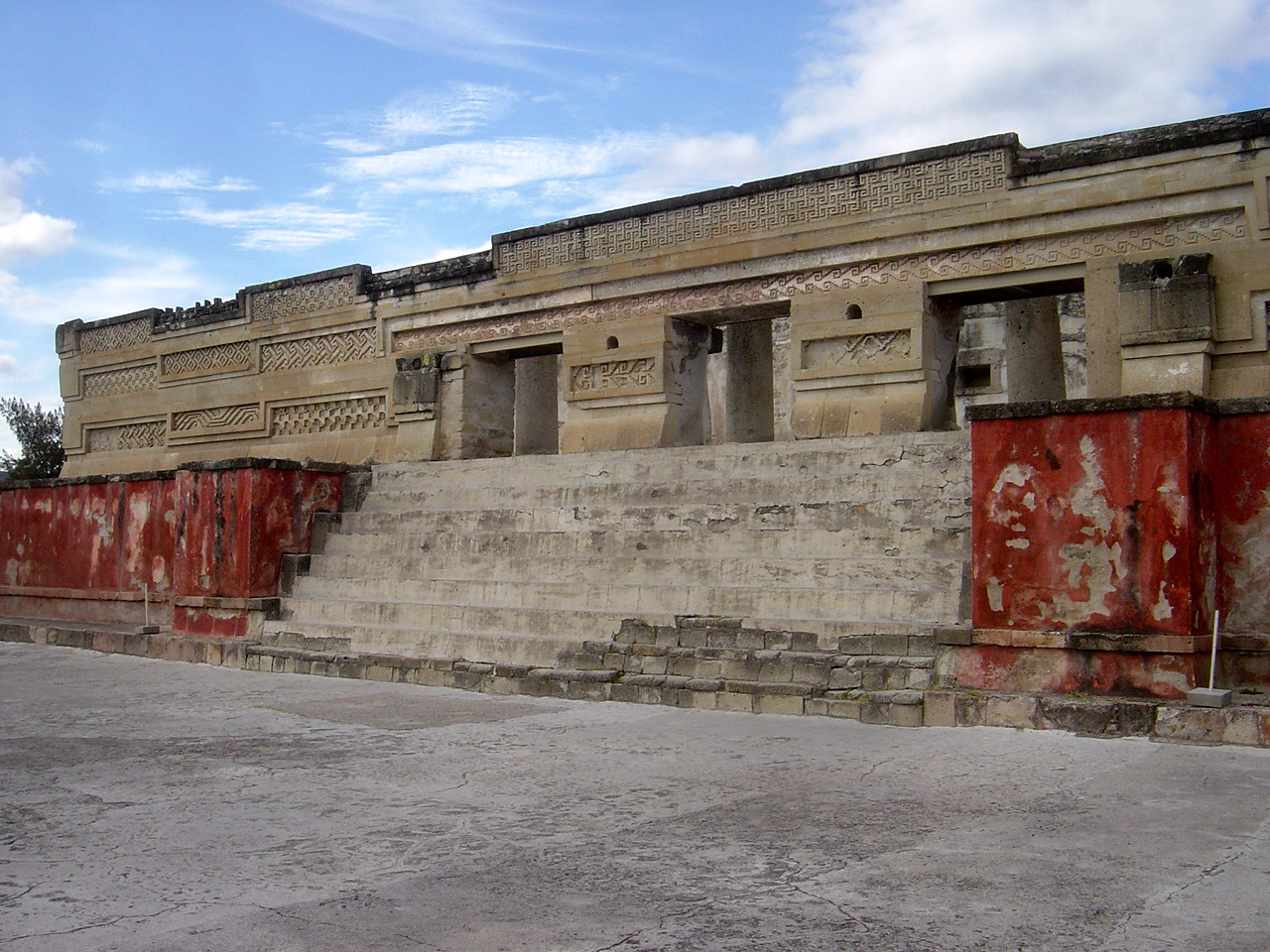
vstupní portál paláce
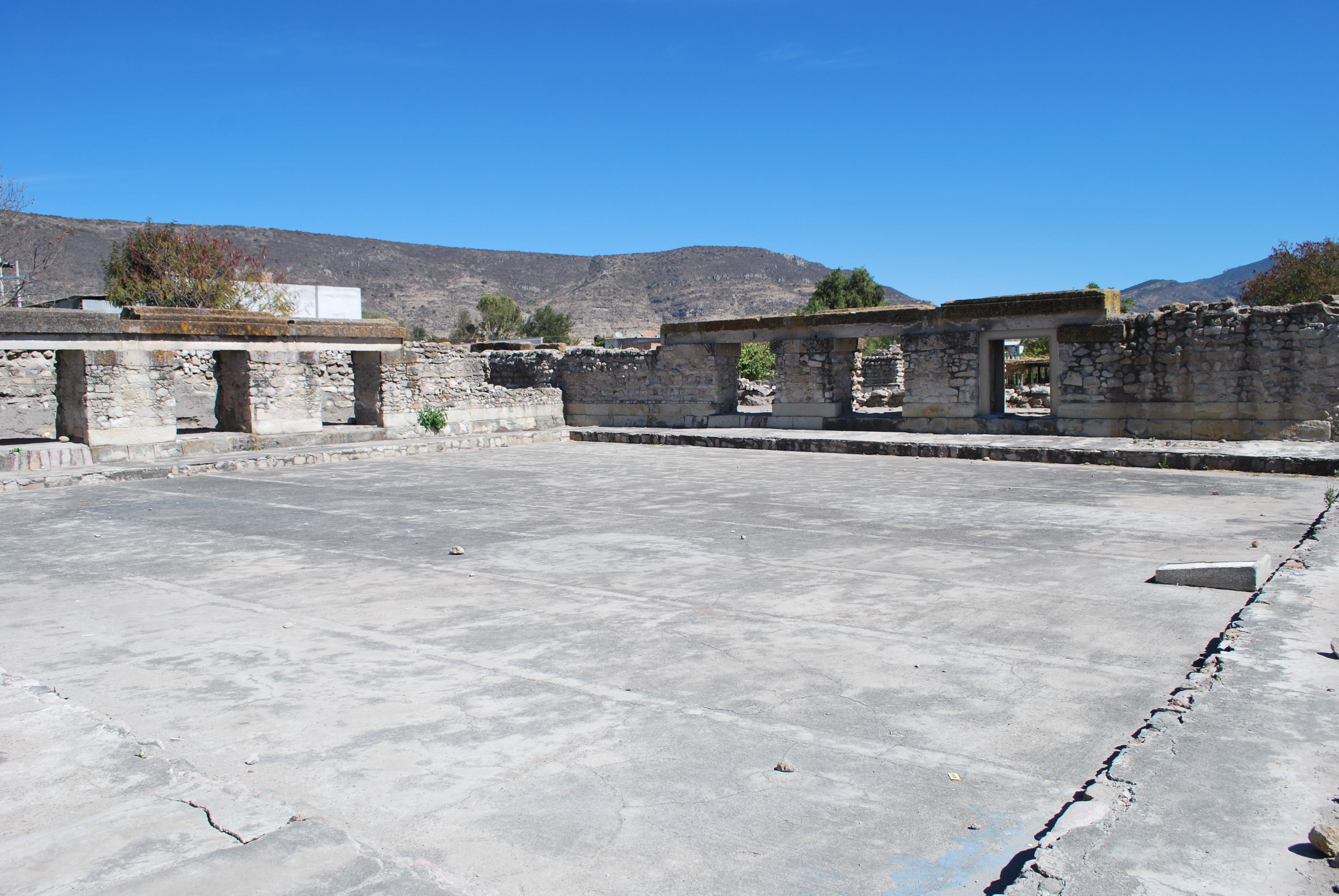
nádvoří Arroyo
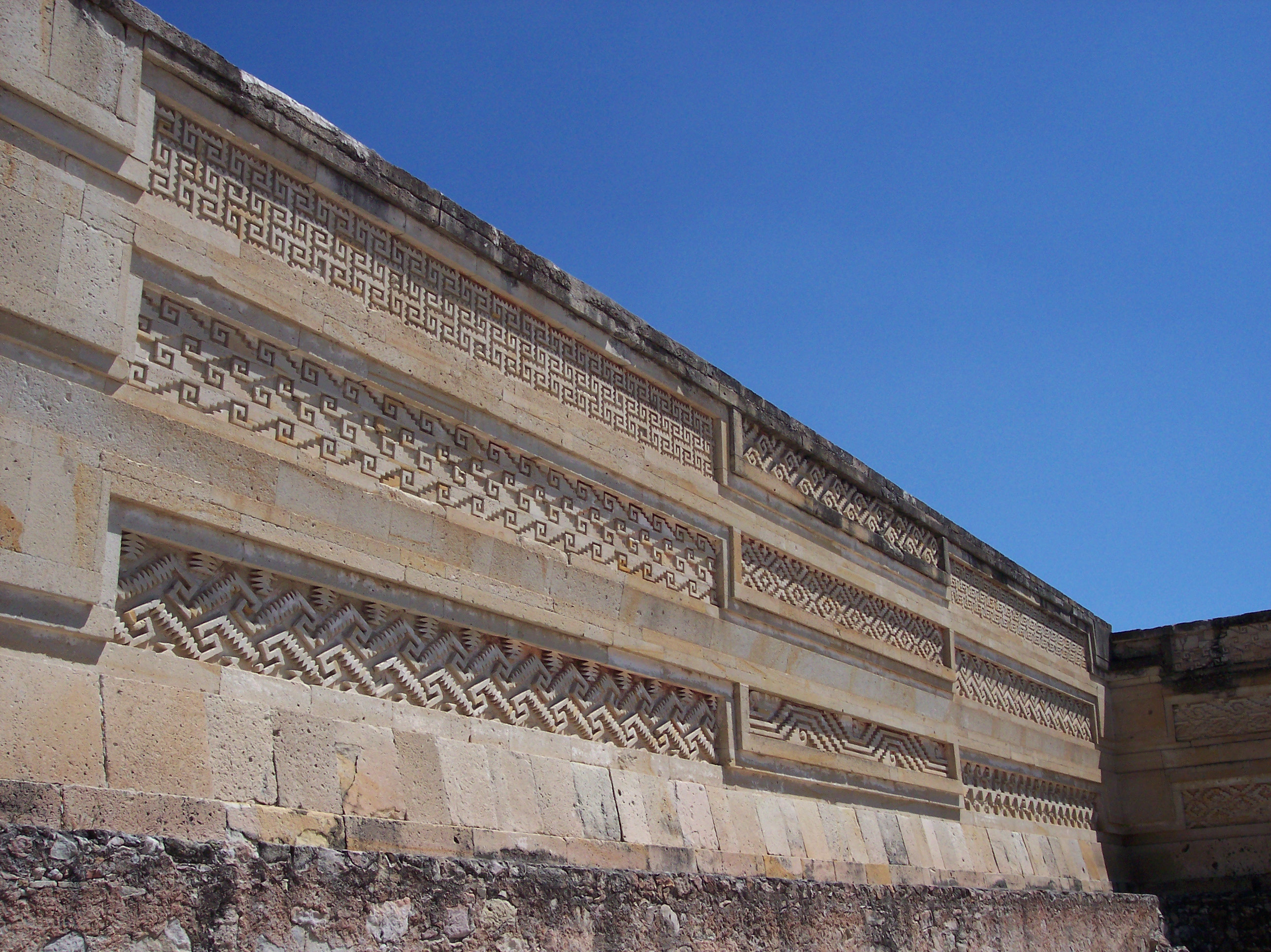
zdobená zeď
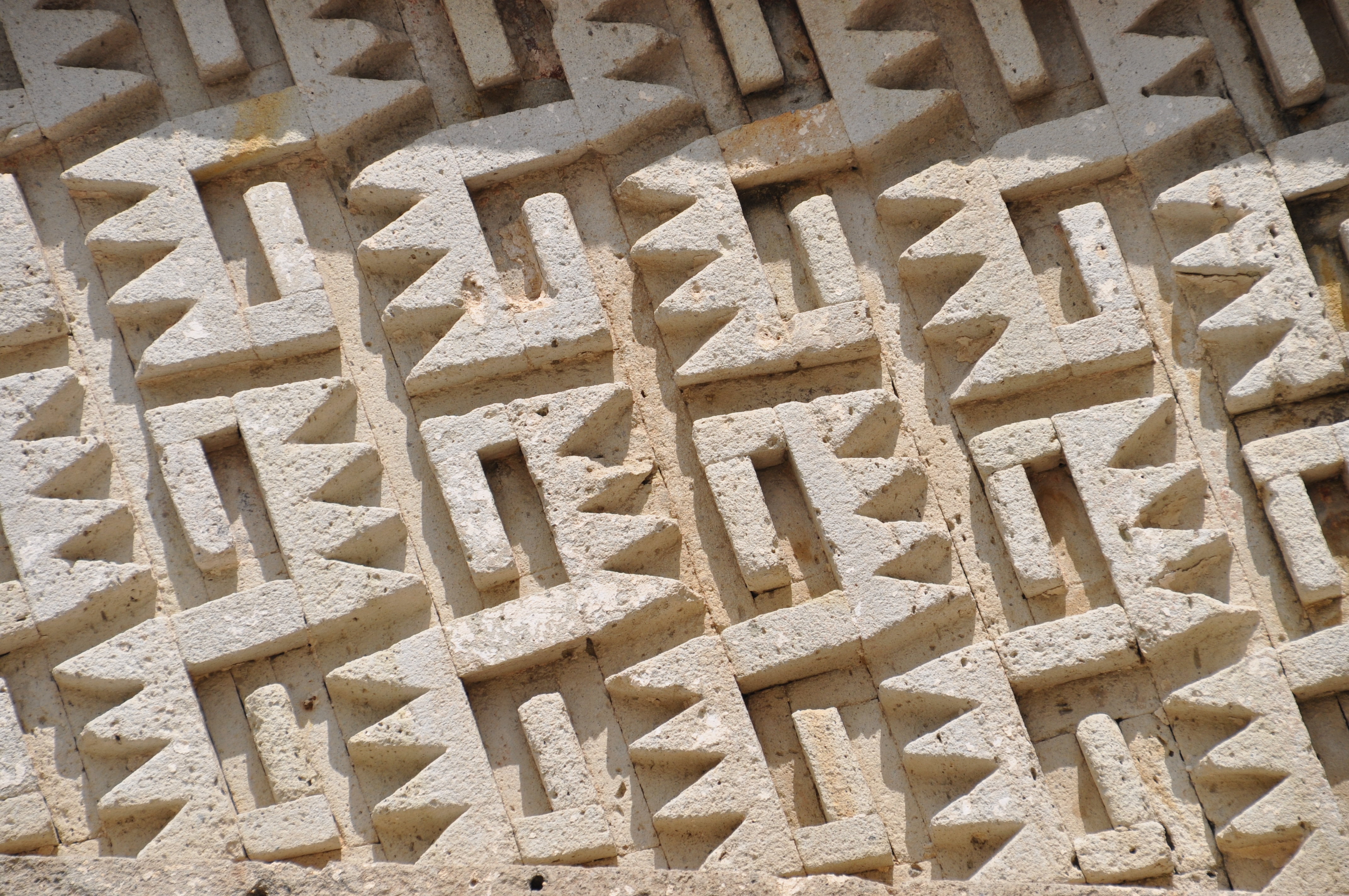
detail ornamentální výzdoby